# 板橋シングル王座
板橋シングル王座（いたばしシングルおうざ）は、いたばしプロレスリングが管理、認定している王座。

## 歴史
2022年5月5日、はやてにより、いたばしプロレスリングのシングル王座の新設が発表され、チャンピオンベルトが披露された。併せていたプロヒーローズ4選手により初代王者を決めるトーナメント戦を行なうことが決まった。この時は正式な王座名について言及されなかった。
後日、改めて2022年内の3大会を通じてグレート・ピカちゃん、ハッピーロードマン、いたばし不動ッピー、トキワダイオーによる「初代板橋シングル王座決定トーナメント」を開催し、優勝者を初代王者に認定することが発表された。「初代板橋シングル王座決定トーナメント」は予定通り全3試合が行なわれ、優勝したグレート・ピカちゃんが初代王者に認定された。

## ルール
- 選手権試合は時間無制限1本勝負で行なわれる[注釈 1][注釈 2]。時間切れ決着はないが両選手リングアウトなど、その他の理由で引き分け決着した際の王座の扱い（防衛か剥奪か）は特に定められておらず、実例もないため不明。
- 「初代板橋シングル王座決定トーナメント」1回戦はピンフォール、ギブアップ、TKO、レフェリーストップ（反則を含む）、リングアウトのいずれかによって勝敗が決められた[3]。これらが選手権試合にも適用されているかは不明ではあるものの、過去に行なわれた選手権試合は例外なくこれらのいずれかによって決着している。
- ベルト中央の下部に「OPEN WEIGHT」の文字がある通り[4]、体重制限は設けられていない（無差別級）。
- いたプロヒーローズ以外の選手も出場することができる。

## 初代板橋シングル王座決定トーナメント
|  | 1回戦                                            | 1回戦                |                                                   |  | 決勝戦 | 決勝戦 |
|  |                                                  |                      |                                                   |  |        |        |
|  | 8分07秒 片エビ固め ※ハッピードロップ             |                      |                                                   |  |        |        |
|  | いたばし不動ッピー                               | ×                    |                                                   |  |        |        |
|  | ハッピーロードマン                               | 〇                   |                                                   |  |        |        |
|  |                                                  |                      | 10分02秒 片エビ固め ※グレート・ピカちゃんアタック |  |        |        |
|  | ハッピーロードマン                               | ×                    |                                                   |  |        |        |
|  |                                                  | グレート・ピカちゃん | 〇                                                |  |        |        |
|  | 6分44秒 片エビ固め ※グレート・ピカちゃんアタック |                      |                                                   |  |        |        |
|  | トキワダイオー                                   | ×                    |                                                   |  |        |        |
|  | グレート・ピカちゃん                             | 〇                   |                                                   |  |        |        |

グレート・ピカちゃんが優勝。初代板橋シングル王者に認定。

## 歴代王者
| 歴代  | 選手                 | 戴冠回数 | 防衛回数 | 保持日数 | 獲得日付       | 獲得場所 （対戦相手・その他）                                              |
| ----- | -------------------- | -------- | -------- | -------- | -------------- | -------------------------------------------------------------------------- |
| 初代  | グレート・ピカちゃん | 1        | 2        | 426      | 2022年9月23日  | 板橋グリーンホール 4人による「初代板橋シングル王座決定トーナメント」で優勝 |
| 第2代 | 那須晃太郎           | 1        | 1        | 339      | 2023年11月23日 | 板橋グリーンホール                                                         |
| 第3代 | ウルフ智也           | 1        | 1        | 120+     | 2024年10月27日 | 板橋区立文化会館                                                           |